# ダルド (CIWS)

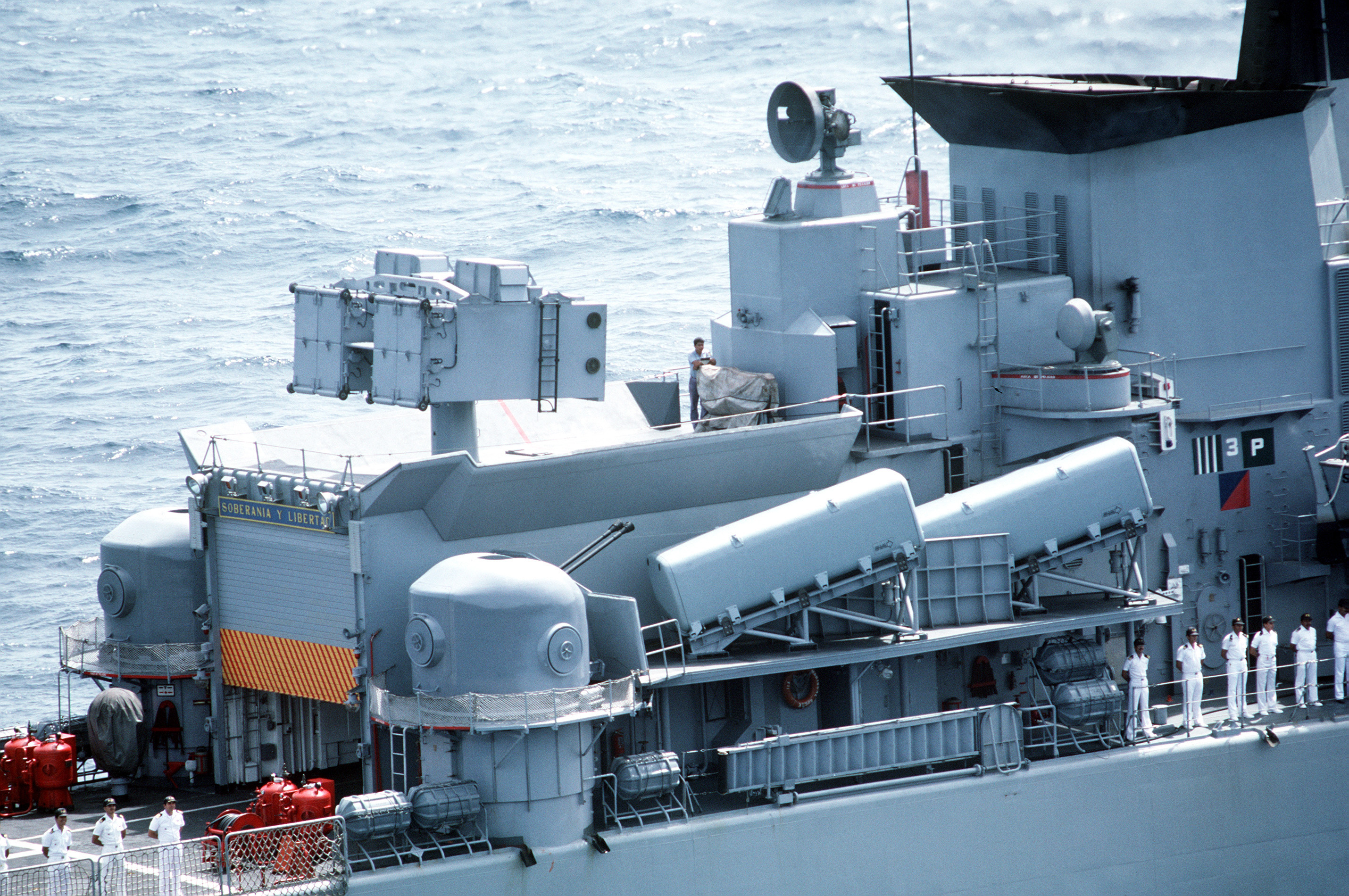
ベネズエラ海軍「マリスカル・スクレ」
ヘリ格納庫の左右に配置された40mm連装機関砲は、煙突の斜め後方にあるRTN-20X レーダーの射撃指揮を受ける
※煙突の直後にある一回り大きな皿型レーダーはアルバトロス PDMS用のRTN-10X

ダルド（イタリア語: DARDO）は、イタリアのセレニア（現在のSELEX エルサグ）社が開発した射撃指揮システム（FCS）。同国ブレーダ社の70口径40mm連装機関砲と組み合わされて、近接防空システム（CIWS）を構成する。

## 概要
本システムの特徴は、（ファランクスに代表されるような）従来のCIWSが自己完結型システムを指向していたのに対し、捕捉レーダーとFCS、機関砲を分散配置し、艦のシステムと統合している点にある。
上記の特徴から、ダルド・システムは、いわば同社のNA-10砲射撃指揮システム（GFCS）のCIWS バージョンとも表現できるものになっており、捕捉レーダーとしてはSバンドのRAN-10S、火器管制レーダーとしてはXバンドのRTN-20X、機関砲としては70口径40mm連装機関砲（コンパクト・フォーティー）が用いられる。また中国人民解放軍海軍およびタイ王国海軍の採用モデルでは、それぞれ山寨化された347型レーダー、360型レーダー、76A式37mm連装機関砲に置き換えられる。なお、電子攻撃を受けている状況を想定して、電子光学（EO）式の副方位盤も組み込まれる。情報処理装置としては18ビットの電子計算機が採用されており、目標捕捉レーダーからの情報に基づき10個の目標を同時追尾可能である。交戦は全自動化も可能とされている。なお、操作コンソールはNA-10のものと類似している。
また、火器管制レーダーをより大出力のRTN-30XとしたNA-30 FCSもダルド-Eと称されることがあり、この場合、機関砲のかわりに62口径76mm単装速射砲（スーパー・ラピッド砲）が用いられる。

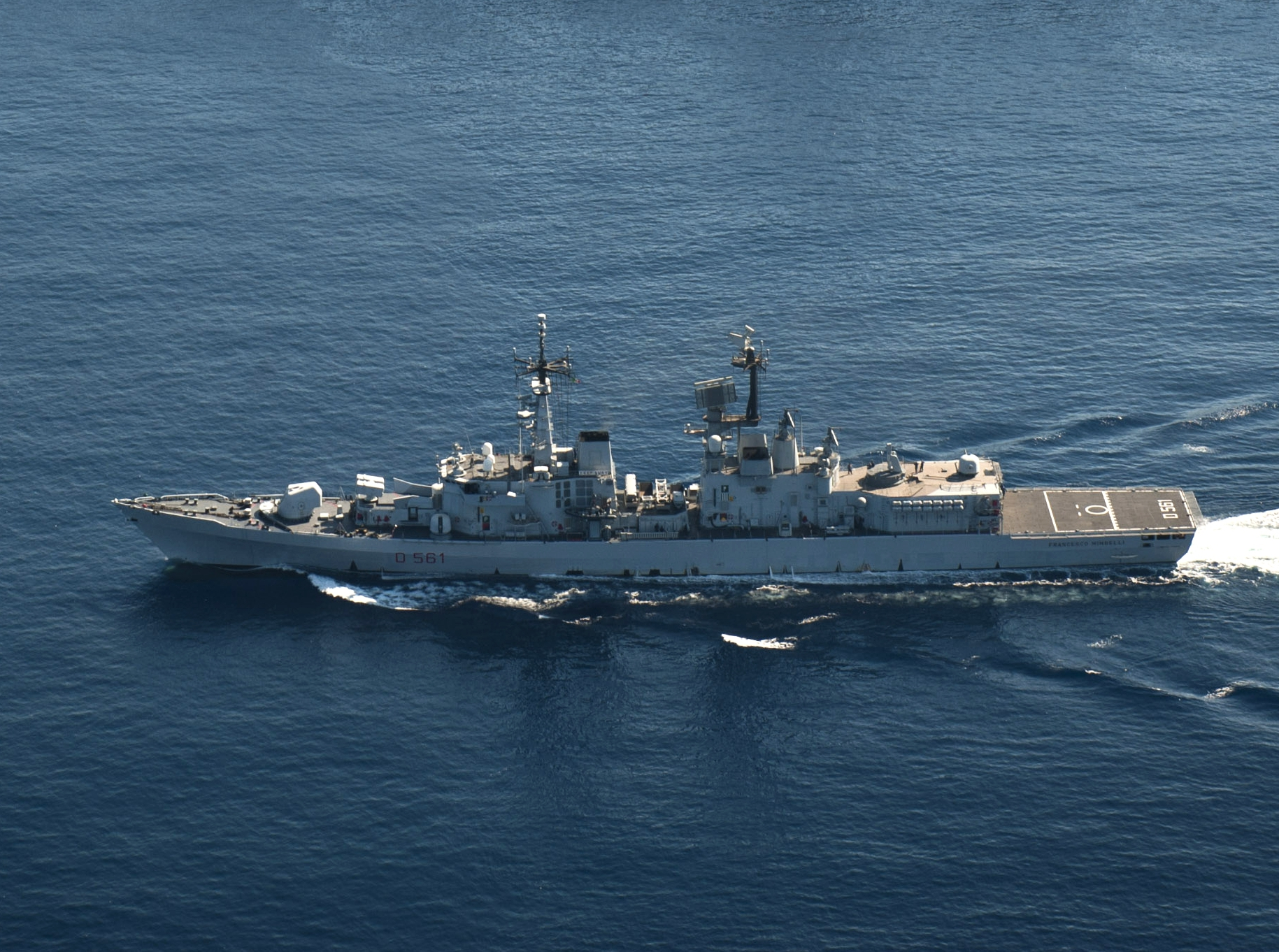
イタリア海軍「フランチェスコ・ミンベッリ」 艦橋下部左右とヘリ格納庫上の計3基の76mm スーパーラピッド砲は、艦橋上部の左右とAN/SPG-51射撃指揮レーダーの左右に設置された、計4基のTRN-30X レーダーの射撃指揮を受ける。
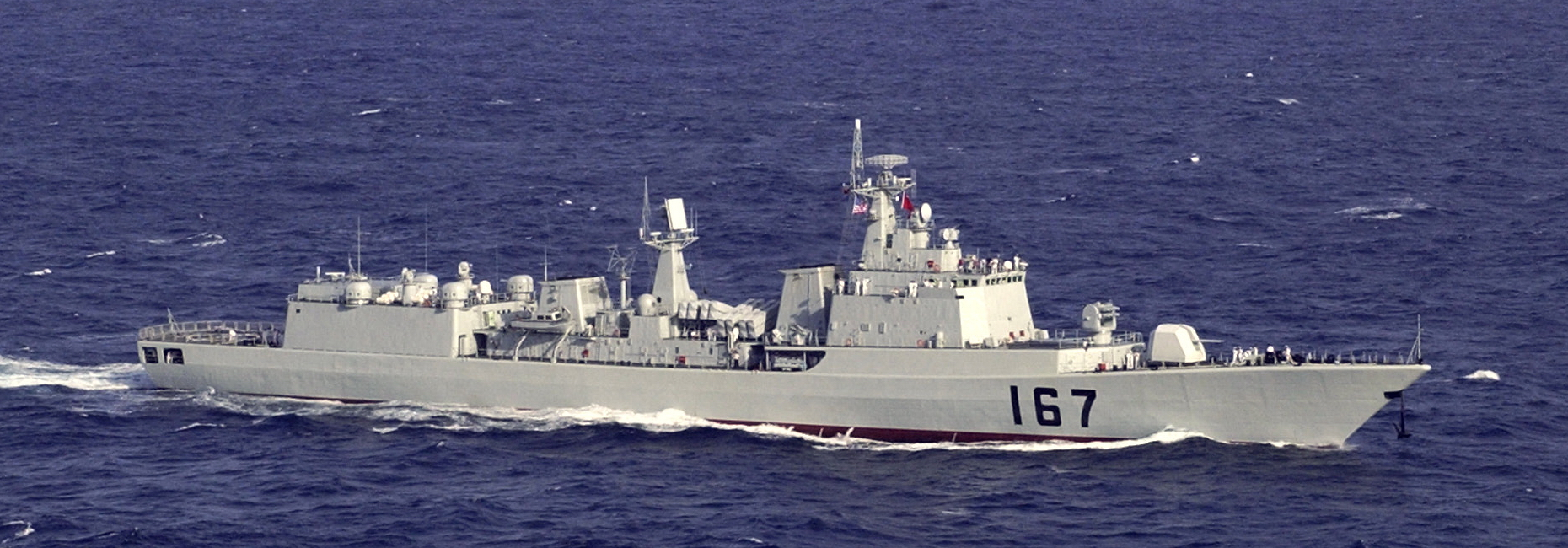
中国海軍「深圳」 ヘリ格納庫上の四隅に配置された37mm連装機関砲は、ヘリ格納庫の左右に設置された347型レーダーの射撃指揮を受ける。

## 採用国と搭載艦艇
- イタリア海軍
  - ヘリコプター巡洋艦「ヴィットリオ・ヴェネト」[注 1]
  - 軽空母「ジュゼッペ・ガリバルディ」
  - アウダーチェ級駆逐艦（ダルド-E）
  - デ・ラ・ペンネ級駆逐艦（ダルド-E）
  - ルポ級フリゲート
  - マエストラーレ級フリゲート
- エクアドル海軍
  - エスメラルダス級コルベット
- タイ海軍
  - ナレースワン級フリゲート
- ベネズエラ海軍
  - マリスカル・スクレ級フリゲート

- ペルー海軍
  - 巡洋艦「アルミランテ・グラウ」[注 1]
  - 駆逐艦「パラシオス」、「フェレ」[注 1]
  - カルバハル級フリゲート
  - PR-72P型ミサイル艇（英語版）
- マレーシア海軍
  - ラクシュマナ級コルベット
- 中国人民解放軍海軍
  - 旅大III型駆逐艦（051型Mod.3/4）
  - 旅滬型駆逐艦（052型）
  - 旅海型駆逐艦（051B型）
  - 江滬V型フリゲート（053H1G型）
  - 江衛型フリゲート（053H2G/H3型）